# Морозов Микола Петрович
Микола Петрович Морозов (рос. Николай Петрович Морозов, нар. 25 серпня (7 вересня) 1916, Люберці — пом. 15 жовтня 1981, Москва) — радянський футболіст. По завершенні ігрової кар'єри — футбольний тренер.
Як гравець насамперед відомий виступами за клуб «Торпедо» (Москва).

## Ігрова кар'єра
У дорослому футболі дебютував 1938 року виступами за команду клубу «Торпедо» (Москва), в якій провів два сезони, взявши участь у 48 матчах чемпіонату. Більшість часу, проведеного у складі московського «Торпедо», був основним гравцем команди.
Протягом частини 1941 року захищав кольори команди клубу «Спартак» (Москва).
Своєю грою за останню команду знову привернув увагу представників тренерського штабу клубу «Торпедо» (Москва), до складу якого повернувся 1945 року. Цього разу відіграв за московських торпедівців наступні чотири сезони своєї ігрової кар'єри. Граючи у складі московського «Торпедо», також здебільшого виходив на поле в основному складі команди.
Завершив професійну ігрову кар'єру в клубі ВПС (Москва), за команду якого виступав протягом 1950—1951 років.

## Кар'єра тренера
Розпочав тренерську кар'єру невдовзі по завершенні кар'єри гравця, 1953 року, очоливши тренерський штаб клубу «Торпедо» (Москва).
Згодом очолював команди клубів «Локомотив» (Москва) та «Чорноморець». Протягом 1964—1966 років був головним тренером збірної СРСР, готував її до чемпіонату світу 1966 року.
Останнім місцем тренерської роботи був одеський «Чорноморець», команду якого Микола Морозов очолював як головний тренер 1971 року.
Помер 15 жовтня 1981 року на 66-му році життя в Москві.